# Episodi de L'assistente di volo - The Flight Attendant (prima stagione)
La prima stagione della serie televisiva L'assistente di volo - The Flight Attendant, composta da 8 episodi, è stata distribuita dal servizio streaming statunitense HBO Max dal 26 novembre al 17 dicembre 2020.
Il primo episodio della stagione è stato reso disponibile gratuitamente su HBO Max il 18 novembre 2020.
In Italia, la stagione è andata in onda in prima visione sul canale satellitare Sky Serie dal 1º al 22 luglio 2021.
| nº | Titolo originale        | Titolo italiano      | Pubblicazione USA | Prima TV Italia |
| -- | ----------------------- | -------------------- | ----------------- | --------------- |
| 1  | In Case of Emergency    | In caso di emergenza | 26 novembre 2020  | 1º luglio 2021  |
| 2  | Rabbits                 | Conigli              | 26 novembre 2020  | 1º luglio 2021  |
| 3  | Funeralia               | Il funerale          | 26 novembre 2020  | 8 luglio 2021   |
| 4  | Conspiracy Theories     | Teorie cospiratorie  | 3 dicembre 2020   | 8 luglio 2021   |
| 5  | Other People's Houses   | Le case degli altri  | 3 dicembre 2020   | 15 luglio 2021  |
| 6  | After Dark              | Dopo il buio         | 10 dicembre 2020  | 15 luglio 2021  |
| 7  | Hitchcock Double        | Doppio inganno       | 10 dicembre 2020  | 22 luglio 2021  |
| 8  | Arrivals and Departures | Arrivi e partenze    | 17 dicembre 2020  | 22 luglio 2021  |

## In caso di emergenza
- Titolo originale: In Case of Emergency
- Diretto da: Susanna Fogel
- Sceneggiatura da: Steve Yockey

### Trama
Cassandra "Cassie" Bowden, dopo aver passato la notte in discoteca ed essersi ubriacata, si sveglia all'interno di una metropolitana, in ritardo per il lavoro, così tornando a casa in fretta, riceve la chiamata di suo fratello che le ricorda del viaggio che lui e le sue figlie devono fare per poterla raggiungere, quando all'improvviso Cassandra, si ritrova un uomo della sera prima, nel suo letto. Raggiunto l'aeroporto, a bordo dell'aereo in viaggio per Bangkok incontra un uomo di nome Alexander Sokolov che sembra molto interessato ad approcciare ad una conoscenza, così poco dopo si ritrovano insieme a baciarsi nel bagno dell'aereo. A fine volo, quest'uomo le lascia il suo biglietto da visita, così da potersi rivedere per una cena insieme; dopo essere uscita dall'albergo per visitare la città si ritrova Alexander fuori dall'albergo ad aspettarla, per una notte dove scatta la passione nella stanza d'albergo di Alexander. La mattina dopo, però la stanza è messa a soqquadro, e Cassandra si sveglia nella stanza con una mano insanguinata, e voltandosi trova Alexander con un taglio profondo alla gola e ormai morto dissanguato, così in preda al panico, dopo aver ripulito la stanza decide di buttare i pezzi di vetro in un cestino dell'albergo e tornare subito nel suo albergo, per potersi recare al lavoro così da rientrare nella sua città con un volo di ritorno. Da qui, Cassandra inizia ad avere delle allucinazioni, dove si ritrova nella stanza d'albergo di Alex ed inizia a parlare con lui che l'accusa di non aver denunciato alla polizia la sua morte. Intanto, una donna al momento sconosciuta, prova a chiamare l'albergo di Alex, per chiedere sue notizie, in quanto quella mattina avrebbe dovuto recarsi da lei per impegni di lavoro, così una cameriera recandosi nella stanza trova il corpo senza vita. Da lì varie chiamate e testate giornalistiche sul web fanno arrivare la notizia negli Stati Uniti, dove Cassandra si accorge della notizia sul cellulare mostrata dai suoi colleghi assistenti. In una fermata a Seul, Cassandra si ritrova in stanza dove inizia ad avere flashback della serata passata insieme ad Alex, e per cercare di dimenticare ed essendo di nuovo in preda inizia a bere molti shot di vodka. Dopo aver ricevuto, un messaggio per del cibo, inizia a controllare il suo portafoglio, e si rende conto di non trovare più il suo documento, ma trova il libro di Alex, da lì ricomincia ad avere un'allucinazione dove si sfoga con lui per aver perso il suo documento e scioccata che possa essere rimasto proprio nella stanza. Intanto l'FBI, riconduce che l'uomo avendo fatto molti viaggi, decide di ricercare negli ultimi voli fatti dalla vittima, per avere informazioni dagli assistenti di volo. Durante l'interrogatorio ai tre colleghi, esce in tutti il nome di Cassandra come la persona che aveva visto l'uomo durante il volo. Dopo aver iniziato l'interrogatorio con Cassandra, ha un'altra allucinazione dove Alex, le fa notare che gli agenti sanno che sta mentendo e pian piano inizia a ricordarsi che non era sola con lui, ma durante la serata, anche una socia in affari era presente con loro, non ricordandosi in quanto offuscata, chi fosse.

## Conigli
- Titolo originale: Rabbits
- Diretto da: Susanna Fogel
- Sceneggiatura da: Steve Yockey

### Trama
Cassie continua ad avere conversazioni con la sua visione di Alex, inclusa una in cui ricorda di aver incontrato Miranda, la sua socia in affari, a Bangkok. Invece di contattare Annie, Cassie va nell'ufficio di Alex sperando di trovare Miranda. L'FBI la contatta, volendo interrogarla ulteriormente. Incontra Annie, le racconta cosa è successo e le rivela anche che ha visitato l'ufficio. Promette ad Annie che non berrà e che sarà in orario per l'incontro con l'FBI, ma quella notte si ubriaca e va a letto con Buckley, un uomo che ha incontrato in una discoteca. Van e Kim scoprono che il filmato di sicurezza dell'hotel è sparito. A Bangkok, Miranda tenta di rintracciare Cassie. L'FBI ha una foto di Cassie nell'ufficio di Alex all'Unisphere, quindi lei rivela tutto, ma dice che Alex era ancora vivo quando se n'è andata. Megan scambia la droga di uno studente per una chiavetta USB. Miranda è a New York, a guardare Cassie, e con l'aiuto di Sabrina, Cassie si rende conto che Miranda potrebbe aver ucciso Alex.

## Il funerale
- Titolo originale: Funeralia
- Diretto da: Tom Vaughan
- Sceneggiatura da: Kara Lee Corthron e Ryan Jennifer Jones

### Trama
Cassie scopre che Miranda è entrata in casa sua ed è spaventata, dal momento che ha bisogno di risposte. Ripensa a quando iniziò a bere da bambina al funerale di suo padre. Annie scopre che l'FBI ha trovato l'arma del delitto e sta facendo il test delle impronte. Più tardi, si confronta con Sabrina riguardo alla serata passata al bar con Cassie e su ciò che sa su Miranda; tuttavia, Sabrina nega di aver bevuto con Cassie. Megan è coinvolta nello spionaggio aziendale con la compagnia di suo marito, rubando progetti dal suo computer per un'altra attività. Cassie pensa che Alex abbia avuto una relazione con Miranda in passato, quindi partecipa al suo funerale in cerca di risposte. Il fidanzato hacker di Annie, Max, scopre che la Unisphere è di proprietà dei Sokolov e che la stanno usando per riciclare denaro. Cassie scopre che Alex non è mai uscito con Miranda, ma in seguito sente la madre e il padre di Alex parlare di Miranda e distruggere documenti di una società chiamata Lionfish. Cassie ruba i documenti e mentre torna a casa viene inseguita da Miranda su un treno.

## Teorie cospiratorie
- Titolo originale: Conspiracy Theories
- Diretto da: John Strickland
- Sceneggiatura da: Ian Weinreich

### Trama
Cassie riesce a scappare da Miranda. Annie viene informata dal suo capo che ora è in debito con il cliente dello studio per aver fatto uscire Cassie illesa dal funerale. Il marito di Megan diventa sospettoso del suo spionaggio mentre lei continua a consegnare file al governo coreano. Cassie segue le tracce dei documenti che ha rubato e con l'aiuto di Max scopre che la Lionfish e i Sokolov hanno fatto volare un aereo da Teterboro a Portland, una volta alla settimana con una sosta molto breve. Si imbarca sull'aereo con l'aiuto di Nate, ma scopre che non ci sono mai passeggeri e che i piloti fingono di aver visto dei passeggeri ad ogni tragitto. Scopre che l'aereo sta trasportando parti di missili. Miranda viene portata a indagare su Cassie e a recuperare un oggetto mancante da un uomo ignoto. In seguito si avvicina a Sabrina, che promette a Miranda che non ha detto nulla o condiviso informazioni con Annie o Cassie. La visita di Cassie con Davey va male perché pensa che sia ubriaca quando non lo è ed è geloso della sua infanzia, in cui il padre aveva sempre delle preferenze nei confronti della figlia. Arrabbiata, va a letto con Buckley. In seguito, si rende conto che Sabrina potrebbe sapere dei missili e dell'aereo e decide di andare a parlare con lei. Fuori dal suo edificio, è inorridita quando il cadavere di Sabrina cade dalla finestra del suo appartamento.

## Le case degli altri
- Titolo originale: Other People's Houses
- Diretto da: Glen Winter
- Sceneggiatura da: Ticona S. Joy

### Trama
Cassie e Max decidono di indagare, frugando nell'appartamento di Alex per cercare prove che incastrino i Sokolov e per togliersi l'FBI dalle spalle, soprattutto dopo l'omicidio di Sabrina. Van sospetta che Sabrina si sia davvero suicidata, mentre Kim crede che sia stata uccisa. Annie viene chiamata per pagare i suoi debiti da un cliente misterioso e pericoloso e ha il compito di dare a un detenuto un messaggio che "qualcuno si occuperà della sua famiglia"; lei desidera non andare fino in fondo, ma non ha scelta. Nel carcere, è inorridita nel dover dare al detenuto delle pillole che lo uccideranno. Miranda riceve l'ordine di tornare a casa dal suo capo. Il marito di Megan diventa sospettoso e la segue fino al motel dove deve incontrare l'uomo d'affari coreano, ma con la scusa di una sorpresa per il suo compleanno se lo toglie di torno. Buckley si imbatte misteriosamente in Cassie. Cassie e Max indagano nell'appartamento di Alex dove scoprono che non era la persona che pensavano fosse, dal momento che tiene una collezione di riviste porno e diverse droghe. Trovano un indirizzo della Lionfish e vanno a indagare in un edificio vuoto e abbandonato. All'interno, trovano i server della Lionfish e dei Sokolov che contengono misteriosi passaporti di persone che sono state uccise, incluso quello scomparso di Cassie. Si rendono conto che qualcuno sa che sono lì e fuggono. In fuga, qualcuno investe intenzionalmente Max con un'auto.

## Dopo il buio
- Titolo originale: After Dark
- Diretto da: Batan Silva
- Sceneggiatura da: Jess Meyer

### Trama
Max sopravvive, ma rimane gravemente ferito, mentre Annie è devastata dall'accaduto. Cassie pensa che la chiavetta USB conterrebbe delle prove schiaccianti contro i Sokolov, tuttavia, non viene trovata nelle tasche dei pantaloni di Max. Annie dice a Cassie che la loro amicizia è finita, il che la manda in una depressione alcolica. Cassie chiama Buckley e si incontrano per poi sbronzarsi insieme. Van e Kim ingaggiano un agente che pedina Cassie, la quale lo nota, costringendolo ad andarsene. Fuori dal bar, viene assassinato da un aggressore sconosciuto. Megan scopre di aver lasciato a Cassie un messaggio vocale in cui parlava con i coreani e lo cancella dal telefono di Cassie mentre è ubriaca in un bar. Cassie, insieme ad Alex nelle sue visioni, capisce che la sua infanzia non è mai stata come pensava fosse stata e che Davey era stato trattato davvero male dal padre. Cassie in lacrime cerca di sistemare il disastro con Annie, la quale rifiuta, mentre fa notare che in realtà loro amicizia non ha mai funzionato. Cassie, depressa, le dice che le dispiacerà quando sarà morta. Annie lascia il lavoro allo studio. Cassie e Buckley vengono arrestati e Cassie si scusa con Davey al telefono, cercando di riparare gli errori del passato. Il marito di Megan viene chiamato al lavoro a causa di un problema al computer. Qualcuno tenta di uccidere Miranda, che si salva; in seguito paga la cauzione di Cassie e le si avvicina con una pistola, dicendole che devono parlare.

## Doppio inganno
- Titolo originale: Hitchcock Double
- Diretto da: Marcos Siega
- Sceneggiatura da: Meredith Lavender e Marcie Ulin

### Trama
Miranda scopre che Cassie non è l'assassino e non ha i soldi che sta cercando. Spiega a Cassie che Victor, il suo capo, deve aver ingaggiato il suo scagnozzo, Felix, per ucciderli ed è lui che ha ucciso Alex per soldi. Cassie fa pace con Annie, ma decide che è meglio per lei e Miranda scappare piuttosto che coinvolgere Annie nel loro piano. I flashback rivelano che Cassie si sente in colpa per la morte di suo padre poiché entrambi stavano bevendo mentre guidava e lei ha tenuto questo segreto per tutta la sua vita. Annie dice a Max che lo ama quando si risveglia in ospedale. Il marito di Megan è sospettato di essere coinvolto nello spionaggio nordcoreano e si rende conto che Megan è il vero colpevole, dal momento che è l'unica ad usare il suo computer. Cassie si rende conto di avere un problema con l'alcol e queste rivelazioni la aiutano a ricordare dove Alex aveva localizzato la password di crittografia del denaro, ovvero nel libro datole da Alex in viaggio. Lei e Miranda vanno a recuperarlo e vengono seguiti da Feliks, il quale le mette in fuga. Devono saltare sul tetto del prossimo edificio e Miranda, nel salto, fa cascare a terra il libro. Tuttavia, Cassie vede che Felix è, in realtà, Buckley. Successivamente, lei e Miranda creano un piano per usare se stessa come esca e catturarlo.

## Arrivi e partenze
- Titolo originale: Arrivals and Departures
- Diretto da: Marcos Siega
- Sceneggiatura da: Steve Yockey

### Trama
Le impronte digitali di Cassie si trovano sulla bottiglia usata per uccidere Alex. Miranda scopre la posizione di Victor e lo affronta, prima di ucciderlo e prendere i soldi. Questo le fa perdere il volo per Roma. Buckley segue Cassie a Roma e tenta di rapirla. In seguito mette fuori combattimento Miranda. Cassie scappa e ottiene una pistola da Enrico. Annie consegna la chiavetta a Van e Kim, scagionando Cassie, poiché tutti si rendono conto che Buckley è l'assassino. Megan e Cassie condividono i loro segreti, in seguito Megan scappa. Cassie saluta Alex nella sua testa con un bacio. Cassie si confronta con Buckley, che rivela che la sta perseguitando da Bangkok. Buckley tenta di uccidere Cassie ed Enrico, ma vengono entrambi salvati da Shane, che arresta Buckley. Shane rivela di aver lavorato con la CIA sotto copertura per indagare su Megan. Miranda scompare ma dà a Cassie il libro di Alex. Tornata a casa, Cassie si riunisce con Davey, promettendogli che sarà diversa d'ora in poi. Cassie giura di rimanere sobria con Davey e Annie. Shane dice a Cassie che la CIA è interessata a farla diventare una risorsa umana. Cassie riflette sul suo viaggio e sugli scenari nella sua mente mentre chiude per sempre la parte oscura della sua vita e sorride, felice per il futuro.